# Favianna Rodriguez
Favianna Rodríguez (Oakland, 26 de septiembre de 1978) es una artista y activista estadounidense. Se ha identificado a sí misma como queer y latina con raíces afroperuanas. Rodríguez comenzó como diseñadora de carteles políticos en la década de los 90 en la lucha por la justicia racial en Oakland, California. Es conocida por usar su arte como herramienta para el activismo. Sus diseños y proyectos abarcan diferentes temas, entre los que se incluyen la globalización, la inmigración, el feminismo, el patriarcado, la interdependencia y los alimentos modificados genéticamente. Rodríguez es cofundadora de Presente.org y Directora Ejecutiva de Culture Strike, una organización nacional de arte que involucra a artistas, escritores e intérpretes en la lucha por los derechos de los migrantes.

## Trayectoria
Rodriguez nació en el barrio de Fruitvale al este de Oakland, California. Sus padres de origen peruano emigraron a California a finales de la década de los años 60. El talento artístico de Rodríguez se hizo notar desde temprana edad. Ya en la escuela primaria Rodríguez ganó varios concursos de arte. Sus padres aunque apoyaban su arte la presionaban para que estudiara una carrera de medicina o ingeniería.
Fruitvale es un barrio predominantemente latino en el que Rodríguez experimentó en persona el racismo anti latino. Observó como los estudiantes de su comunidad eran estigmatizados por el sistema escolar y catalogados como "pandilleros" proyectando una imagen negativa de las mujeres de color en los medios de comunicación. Para forma mejor su adolescencia Rodríguez se fue a Ciudad de México a la edad 13 años y no volvió hasta los 15, primero vivió con su tía y después en una habitación alquilada. Aquí comenzó a interesarse por la obra de arte comprometida políticamente, aprendiendo del contexto político de los murales y también por el trabajo de Frida Kahlo con la que se identificó inmediatamente. A su regreso a Oakland comienza su activismo y se involucra en organizaciones latinas creando el primer club latino en su escuela. Cuando Rodríguez tenía 16 años coincide con la presentación de la propuesta legislativa estatal Proposición de California 187 claramente antiinmigrantes que más tarde sería revocada, esto acentúa aún más su compromiso político.
Después de su graduación en el Skyline High School en 1996, Rodriguez recibe numerosas propuestas para estudiar con beca en varias universidades americanas de las que escoge la Universidad de California en Berkeley. A los 20 años, en contra de los deseos de sus padres abandona sus estudios universitarios para seguir su propio camino. Introducida en el arte del grabado por la artista chicana Yreina Cervantez decidió seguir su carrera en arte político.

## Arte y activismo
Rodríguez se sintió atraída por los carteles y el arte reproducible, como el grabado, por su poder para educar, organizar y liberar a las comunidades. Sus ilustraciones se han convertido en sinónimo de esfuerzos de base para defender una variedad de temas que van desde los estudios étnicos, los derechos de los inmigrantes y de las mujeres, la acción afirmativa hasta el patriarcado, la interdependencia, la justicia alimentaria, la justicia medioambiental y racial, la sostenibilidad y el activismo juvenil.
El arte de Rodríguez se caracteriza por los colores de alto contraste y las figuras gráficas. Rodríguez es conocida por sus atrevidos carteles sobre la inmigración, el racismo, la guerra, la globalización y los movimientos sociales[8]. Ha colaborado con artistas de México, Europa y Japón, y sus obras han aparecido en colecciones de Bellas Artes, The Glasgow Print Studio y el Museo de Arte del Condado de Los Ángeles. En 2008, Rodríguez fue nombrada una de las "50 visionarias que están cambiando el mundo" por la revista Utne Reader.

## Participación en organizaciones
Rodríguez es la directora ejecutiva y cofundadora de CultureStrike, una red nacional de artistas y activistas que apoyan el movimiento artístico nacional y mundial en torno a la inmigración. Forma parte de la junta directiva de Presente.org, una red nacional dedicada al empoderamiento político de las comunidades latinas.
Rodríguez ha ayudado a establecer múltiples organizaciones para apoyar a las comunidades locales y a los artistas. Es cofundadora de Tumis Inc, un estudio de diseño bilingüe que proporciona gráficos, web y desarrollo tecnológico para la justicia social. Rodríguez también cofundó la Alianza Artística y Centro Cultural EastSide, una organización de artistas y organizadores comunitarios destinada a promover la sostenibilidad de la comunidad a través de la conciencia política y cultural y el desarrollo del liderazgo.
En 2003, junto con Jesús Barraza, Rodríguez ayudó a crear el taller de impresión Taller Tupac Amaru para promover la práctica de la serigrafía entre los artistas de California y fomentar su resurgimiento. También es miembro de la Cooperativa Justseeds, que distribuye impresiones y publicaciones sobre movimientos sociales y medioambientales. A través de estos programas, Rodríguez ha asesorado a docenas de jóvenes artistas emergentes y ha contribuido a la creación de un centro artístico multiuso en el corazón de la clase trabajadora de East Oakland.
Rodríguez ha dado conferencias en más de 200 centros educativos sobre el uso y el poder del arte en el compromiso cívico y la labor de los artistas que trabajan para tender un puente entre la comunidad y el museo, entre lo local y lo internacional. También da conferencias sobre organización cultural y tecnología para inspirar el cambio social, y dirige talleres de arte en escuelas de todo el país. Algunas de las muchas escuelas en las que Rodríguez ha dado conferencias son UC Santa Cruz, Stanford, Michigan State y Syracuse University.

## Influencias
Rodríguez se ha visto influenciada por el movimiento chicano y el arte feminista de las décadas de 1970 y 1980. Ha estudiado la historia del arte político, incluidas las obras de arte y los gráficos asociados a los Panteras Negras y al movimiento feminista de los años 70, gracias a su residencia en el Centro para el Estudio de los Gráficos Políticos de Los Ángeles.
Entre los artistas que influyen en Favianna Rodríguez se encuentran: Ester Hernández, Yolanda López, Rufino Tamayo, Rupert García, Romare Bearden, Pablo Picasso, Taller de Gráfica Popular, Ospaaal, Wangechi Mutu, Frida Kahlo, Swoon (artista) y Malaquias Montoya.

## Proyectos
En 2013, Rodríguez colaboró con el canal de YouTube I Am Other para crear Migration is Beautiful, una serie documental de tres partes que aborda el debate en torno a la política de inmigración en Estados Unidos y la percepción de los inmigrantes.
Es coautora, junto con Josh MacPhee, del libro Reproduce y revuelve. Además, Rodríguez es colaboradora de Creative Commons.
Rodríguez es conocida por su trabajo a través de una organización llamada CultureStrike, para promover y vender su trabajo de carteles que se centra en temas como el ecologismo, la inmigración y el feminismo. Los carteles de Rodríguez tienen un estilo distintivo y colorido que se inspira en sus raíces latinoamericanas con un contexto contemporáneo. Su obra se ha expuesto en todo Estados Unidos y a nivel internacional.
Uno de sus proyectos actuales es Pussy Power, que busca redefinir el coño como fuente de empoderamiento.
El proyecto más reciente de Rodríguez en noviembre de 2018, es su trabajo con la compañía de helados, Ben & Jerry's. Rodríguez diseñó un embalaje fantástico y colorido para el sabor de edición limitada, Pecan Resist, que fue creado para resistir a la administración Trump. Como parte del proyecto, Ben & Jerry's dona 25.000 dólares a Neta, Color of Change, Honor the Earth y Women's March. El diseño representa a dos personajes: uno es un personaje de género queer con el puño en alto y el otro, que sostiene un cartel en el que se lee "resistir", lleva un hiyab para rendir homenaje a una de las amigas íntimas de Rodríguez. El diseño es vibrante y colorido, y pretende empoderar a las minorías.

## Premios y distinciones
- 2012 Premio al Líder Emergente, Fundación Chicana Latina, San Francisco, CA
- 2011 Receptor del premio Creative Work Fund, San Francisco, CA
- 2011 Receptor de la subvención a la innovación, Centro de Innovación Cultural, Los Ángeles, CA
- 2010 Ingresa en el Salón de la Fama de las Mujeres (Condado de Alameda) en el ámbito de las artes y la cultura, Condado de Alameda, CA
- 2009 Receptor de la beca para artistas individuales de la Fundación OPEN, Oakland, CA
- 2008 Nombrada como una de las 50 principales visionarias del país por la revista UTNE
- 2008 Premio Sister of Fire, Centro de Recursos para Mujeres de Color, Oakland, CA
- 2007 Receptor del premio Belle Foundation Individual Artist Award, San José, CA
- 2005 Premio Art Is A Hammer del Centro para el Estudio de la Gráfica Política, CA

## Exposiciones

### Estados Unidos
- Museo del Barrio (Nueva York)
- Museo de Young (San Francisco)
- Centro de Bellas Artes de México (Chicago)
- Yerba Buena Center for the Arts (San Francisco)
- Sol Gallery (Providence, RI)
- Huntington Museum y Galería Sin Fronteras (Austin, TX)
- Multicultural Center at the University of California, Santa Bárbara (Santa Bárbara, California)

### En el extranjero
- la Casa del Amor y la Disidencia (Roma)
- Museo Parco (Tokio)

Además, sus obras se han expuesto en Inglaterra, Bélgica y México. Fue artista residente en 2005 en el Museo de Young de San Francisco, artista residente en 2007-2008 en el Kala Art Institute (Berkeley, CA), y recibió una residencia Sea Change en 2006 de la Gaea Foundation (Provincetown, MA). Rodríguez recibió un premio en 2005 del Center for the Study of Political Graphics.